# Лупашку, Валентин Васильевич
Валентин Васильевич Лупашку (рум. Valentin Lupaşcu; 18 ноября 1975, с. Дрэсличень, Криулянский район, Молдавская ССР, СССР) — молдавский футболист.

## Клубная карьера
Карьеру начинал в клубе «Спуманте» в 1995 году. В 1997 году выступал в румынском «Оцелуле». С 1997 по 1998 годы играл за «Нистру» из города Отачь. Летом 1998 года перешел в российский «Рубин» из Казани, который вышел в Первый дивизион. С 1999 по 2008 годы выступал за «Нистру». С 2008 по 2009 годы играл за «Тилигул-Тирас». В сезоне 2013/2014 годов играл за клуб из Дивизии Б «Флорешты», в апреле 2014 года был дисквалифицирован на 3 матча и оштрафован на 300 леев за оскорбление арбитра в матче 11-го тура Дивизии Б зоны Север против «Унгени».

## Международная карьера
В 1996 году провёл 2 матча за молодёжную сборную Молдавии. 18 августа 1999 года дебютировал за сборную Молдавии в выездном товарищеском матче против Венгрии вышел на замену вместо Олега Шишкина.